# Gabrielle McFadden

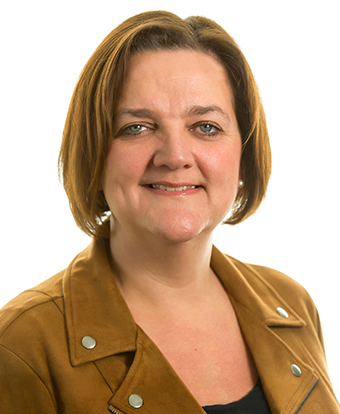
Gabrielle McFadden

Gabrielle McFadden (irisch Gaibriéil Nic Pháidín; * 9. April 1967 in Athlone, County Westmeath, Irland) ist eine irische Politikerin der Fine Gael.

## Leben
McFadden wurde 2009 in den Westmeath County Council gewählt und war von 2013 bis 2014 Mayor of Athlone. Als ihre Schwester Nicky McFadden, die Teachta Dála für den Wahlkreis Longford–Westmeath war, im März 2014 starb, wurde sie bei der Nachwahl zum Dáil Éireann am 23. Mai 2014 gewählt. Allerdings verlor sie ihren Sitz bei den Wahlen 2016 wieder. Über die Kultur- und Bildungsliste gelang ihr jedoch der Einzug in den Seanad Éireann. Bei den Wahlen zum Dáil Éireann 2020 war sie dann ebenso erfolglos, wie auch bei den Wahlen zum Seanad.

## Privates
Gabrielle McFadden ist mit Brian McClean verheiratet und hat mit ihm zwei Kinder.